# Politické harašení
Politické harašení aneb S politiky stále netančíme je zábavný televizní pořad z produkce TV Nova, vysílaný v letech 2000 až 2006. Původně byl postaven na dvojici Miloslav Šimek a Zuzana Bubílková a byl v podstatě pokračováním pořadu České televize S politiky netančím poté, co Šimek a Bubílková začali působit na TV Nova.
Politické harašení bylo politickou satirou. Jeho hlavním cílem bylo parodování aktuální české a občas také slovenské politické scény. Převážně se tak dělo formou humorných a štiplavých scének, které si Šimek a Bubílková psali sami. Mezi jednotlivými výstupy zaznívaly písně skupiny Lokomotiva.
Po smrti Miloslava Šimka v roce 2004 uváděla Zuzana Bubílková pořad sama. Později začal v pořadu pravidelně hostovat zpěvák Martin Maxa. V tomto složení však Politické harašení dlouho nevydrželo a v roce 2006 bylo zrušeno.
Zuzana Bubílková se později, v roce 2008 vrátila do České televize s pořadem Co týden vzal a v roce 2009 přešla k TV Barrandov s pořadem Politická střelnice, na němž spolupracovala s imitátorem Petrem Jablonským.